# تپه قوچ داغی
تپه قوچ داغی مربوط به سده‌های اولیه و میانه دوران‌های تاریخی پس از اسلام است و در شهرستان گرمی، بخش مرکزی، دهستان اجارود مرکزی، روستای چونزه واقع شده و این اثر در تاریخ ۱۲ شهریور ۱۳۸۶ با شمارهٔ ثبت ۱۹۳۹۰ به‌عنوان یکی از آثار ملی ایران به ثبت رسیده است.